# Biblia Hebraica (Kittel)
Biblia Hebraica er en latinsk udtryk, som oversat betyder Hebraisk bibel. 
Titlen bruges for de trykte versioner af Tanakhen (Det Gamle Testamente) oversat og redigeret af Rudolf Kittel. (BHK: Biblia Hebraica Kittel).
Biblia Hebraica består af tre dele (BH1, BH2 og BH3).
| Sprog | Spire Denne artikel om sprog er en spire som bør udbygges. Du er velkommen til at hjælpe Wikipedia ved at udvide den. |